# ليزلي بين
ليزلي بين (2 فبراير 1906 في المملكة المتحدة - 13 يناير 1988 في غانا) (بالإنجليزية: Leslie Bean)‏ هو لاعب كريكت بريطاني. لعب مع نادي مقاطعة سومرست للكريكت ‏.

## وصلات خارجية
- ليزلي بين على موقع إي آس بي آن كريك إنفو (الإنجليزية)